# Hemisphere
Hemisphere (ヘミソフィア?, Hemisofia) è un brano musicale della cantante giapponese Maaya Sakamoto, pubblicato come singolo il 21 febbraio 2002. Il testo di Hemisphere è stato scritto da Yūho Iwasato, mentre La musica è stata composta da Yōko Kanno.
Il brano è stato utilizzato come sigla di apertura dell'anime Rahxephon, ed è stato incluso nelle colonne sonore RahXephon O.S.T. 1 e Super Robot Wars MX OST, oltre che nell'album della Sakamoto Single Collection+ Nikopachi.

## Tracce
CD singolo
1. Hemisphere (ヘミソフィア?) - 4:06
2. Ongaku (音楽?) - 5:04
3. Hemisphere (ヘミソフィア?) (instrumental) - 4:06

Durata totale: 13:21

## Classifiche
| Classifica (2002)                        | Posizione più alta |
| ---------------------------------------- | ------------------ |
| Giappone (Classifica settimanale Oricon) | 22                 |